# Louis Priou
Pour les articles homonymes, voir Priou.

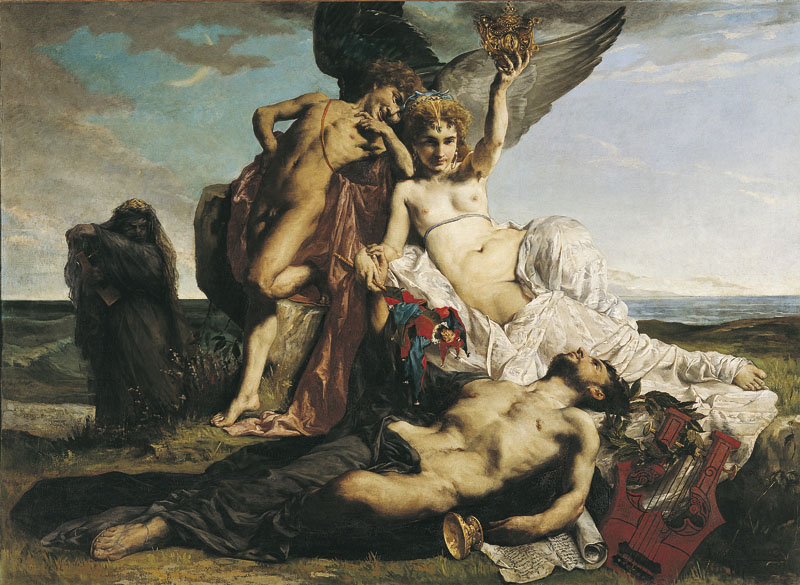
La Coupe et la Lyre, 1872, Toulouse, musée des Augustins

Louis Priou (né le 14 octobre 1845 à Toulouse et mort le 13 juillet 1917 à Paris 1er) est un peintre français.
Élève à l'école des Beaux-Arts d'Alexandre Cabanel et de Jean-Georges Vibert, il expose au Salon des Artistes français dès 1869, et jusqu'en 1914. Il sera plusieurs fois récompensé : il obtient une médaille en 1869, une médaille de première classe en 1874, et enfin une médaille de bronze à l'Exposition Universelle de 1900. Outre les scènes de genre et les portraits, il se spécialise dans la peinture d'histoire, aux thèmes souvent empruntés à la mythologie grecque, et en particulier dans des mises en scène peuplées de satyres et de nymphes. Sa palette colorée et vive, qui transcrit souvent une atmosphère de sous-bois, l'apparente aux coloristes des années 1870-1880, tels Eugène Thirion, Fernand Cormon, et Ferdinand Humbert.

## Liste des œuvres
- Hercule et Pan, 1869, Bordeaux, musée des Beaux-Arts
- Hippolyte offre un sacrifice à Diane, 1870, Rouen, musée des Beaux-Arts
- La Coupe et la Lyre, 1872, Toulouse, musée des Augustins
- L'Amour réduit à la raison, 1873, Nantes, musée des Beaux-Arts
- Une famille de satyres, 1874, Sydney, Art Gallery of New South Wales, Australie
- Les Derniers moments de saint Jean-Baptiste, 1875, Plancherine, Abbaye Notre-Dame de Tamié
- Le Serment, 1877, Bordeaux, Tribunal de commerce
- Les Premières misères d'un jeune martyre, 1878, Gand, musée des Beaux-Arts, Belgique
- The Young God Pan Tourmented by Cupids, 1883, Detroit, Detroit Institute of Arts, USA
- Un satyre aux abois, 1889, Collection particulière[2]